# Mark Fettes
Mark Fettes, né le 21 juin 1961 aux États-Unis, est un espérantiste anglophone ainsi qu'un universitaire. Il a été élu président de l'Association mondiale d'espéranto pour un mandat de trois ans lors du congrès mondial d'espéranto de 2013 qui s'est tenu à Reykjavik.

## Vie et carrière
Fettes est né aux États-Unis de parents anglais. À l'âge de dix ans, il déménage avec sa famille en Nouvelle-Zélande. Il est ensuite diplômé de l'université de Cambridge. Il obtient également, en 1986, une maitrise de biologie moléculaire à l'université de Colombie-Britannique.
Il change d'orientation et soutient une thèse en sciences de l'éducation en 2000 à Toronto. En 1990, il se marie avec la canadienne Beverly Olds et en 1992, il s'installe à Ottawa. Actuellement, il est enseignant à l'Université Simon Fraser.

## Espéranto
Son oncle Christopher Fettes l’initie à l'espéranto dès l'âge de 14 ans. Pendant ses études en Angleterre ou au Canada, il participe au mouvement espérantiste, notamment en 1984, il fait partie du comité d'organisation du 69e congrès mondial d'espéranto à Vancouver. De 1986 à 1992, il est rédacteur de la revue Esperanto, organe officiel de communication de l'Association mondiale d'espéranto. En 1991, il publie l'essai intitulé Al unu lingvo por Eŭropo? La estonco de la Eŭropa Babelo (« Vers une langue pour l'Europe. Le futur de la Babel européenne »).
En 1992, il devient rédacteur du magazine Monato pour la rubrique « La monda vilaĝo » , fonction qu'il occupe jusqu'en 1995.
Depuis 1995, il collabore à l'ESF dont il devient le directeur général en 2000.
En juillet 1996 à Prague, Mark Fettes est le principal rédacteur du Manifeste de Prague, document qui décline en sept points les buts du mouvement en faveur de l'espéranto.